# Witold Lorentowicz
Witold Lorentowicz (ur. 10 marca 1917 w Latowiczu, zm. 2009) – artysta amator.

## Życiorys
Dzieciństwo spędził na Polesiu we wsi Czyżewicze nad Bugiem. Jako 10-letni chłopiec zaczął rzeźbić zwierzęta i ludzi, pisać wiersze. Pisał je w latach szkolnych i młodzieńczych. Później poezję zdominowała rzeźba, w której jako amator osiągnął wiele sukcesów. 

## Twórczość
Artysta posiada własną galerię rzeźby we wsi Polaki, która jest filią muzeum okręgowego w Siedlcach. W galerii eksponowane jest 10 cykli rzeźb, w większości o tematyce batalistycznej. Witold Lorentowicz eksponował swe prace na blisko 200 wystawach: w muzeach, domach kultury, w Akademii Sztabu Generalnego, wyższych szkołach oficerskich. Krytycy nazywają go historiografem i dokumentalistą wsi podlaskiej. 
Cykle jego rzeźb znajdują się w muzeach w: Mławie, Woli Okrzejskiej, Maciejowicach, Woli Gułowskiej, Siedlcach i Kotuniu. W.Lorentowicz jest twórcą 12 pomników ustawionych na grobach żołnierzy września 1939 r. na Mazowszu i Podlasiu. Za swą działalność został wyróżniony wieloma dyplomami honorowymi i odznakami.